# Lobaegis opiniosa
Lobaegis opiniosa là một loài tò vò trong họ Ichneumonidae.